# Litauens nationalbibliotek Martynas Mažvydas
Litauens nationalbibliotek Martynas Mažvydas (litauiska: Lietuvos nacionalinė Martyno Mažvydo biblioteka) är Litauens nationalbibliotek, beläget i huvudstaden Vilnius.
1988 lades Martynas Mažvydas till i bibliotekets namn, efter den författare som skrev den första boken på litauiska.